# Boa de la Jamaïque
Chilabothrus subflavus
Espèce
Synonymes
- Epicrates subflavus Stejneger, 1901

Statut de conservation UICN

 VU A2ce : Vulnérable
Statut CITES
Chilabothrus subflavus, le Boa de la Jamaïque, est une espèce de serpents de la famille des Boidae.

## Répartition
Cette espèce est endémique de Jamaïque.

## Description

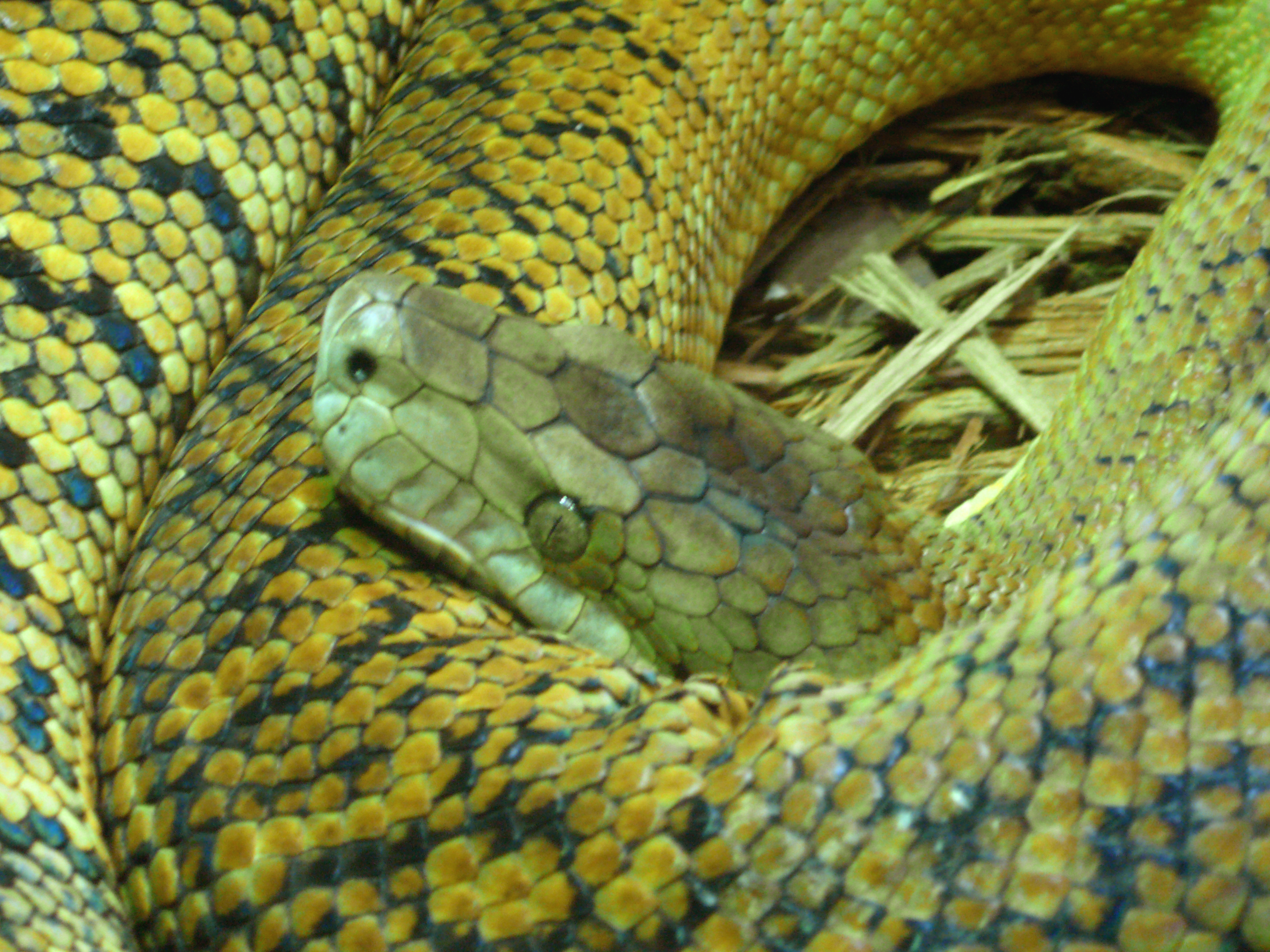
Chilabothrus subflavus

Ce serpent atteint deux mètres de long. Il se nourrit de reptiles, de rongeurs et d'oiseaux.

## Protection
Cette espèce est considérée comme vulnérable de par son aire de répartition réduite, de la disparition de son habitat et de sa prédation (chasse et prélèvement pour collection).

## Publication originale
- Stejneger, 1901 : A new systematic name for the yellow boa of Jamaica. Proceedings of the United States National Museum, no 23, p. 469-470 (texte intégral).